# Saturn INT-20

Saturn INT-20 – rakieta nośna projektowana przez NASA w latach 60. XX wieku o konstrukcji zapożyczonej z rakiety Saturn V. Miała się składać ze stopni S-IC i S-IVB, w związku z czym mogła wyprzeć rakietę Saturn IB. Projekt nie został zrealizowany.